# Dîme saladine
Pour les articles homonymes, voir Dime.

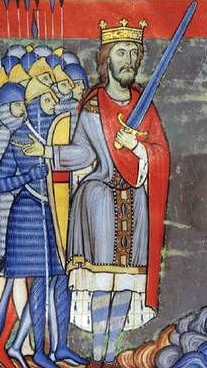
Henri II d'Angleterre

La dîme saladine est un impôt institué en 1188 par Henri II d'Angleterre et Philippe Auguste pour financer la troisième croisade contre le chef musulman Saladin. C'est le premier impôt véritable créé pour les croisades. Il porte sur les biens meubles et les revenus. Philippe Auguste cherche à le maintenir à son retour des croisades.
Toute la population était imposée sauf ceux qui partaient se battre. Ceux qui restaient en Europe et qui ne payaient pas l'impôt étaient punis de l'excommunication. Le clergé racheta sa part en versant 5 000 marcs d'argent.
La dîme saladine est établie par le concile de Paris de mars 1188. Sa levée est arrêtée dès 1189.